# Полиомиелит
Полиомиели́т (болезнь Гейне — Медина, детский спинальный паралич, детский спинномозговой паралич, эпидемический детский паралич; от др.-греч. πολιός — серый и µυελός — спинной мозг) — острое высококонтагиозное вирусное инфекционное заболевание, обусловленное поражением серого вещества спинного мозга полиовирусом и характеризующееся преимущественно патологией нервной системы. В основном протекает в бессимптомной или стёртой форме. Иногда случается так, что полиовирус проникает в ЦНС, размножается в мотонейронах, что приводит к их гибели, необратимым парезам или параличам иннервируемых ими мышц.

## История
В довакцинальный период распространение заболевания полиомиелитом носило повсеместный и выраженный эпидемический характер. Регистрировались сезонные подъёмы заболеваемости в летне-осенний период, типичные для кишечных инфекций. В тропических странах случаи полиомиелита отмечались в течение всего года. Дети от 6 месяцев до 5 лет являются основной возрастной группой заболевших.
Есть основания предполагать наличие полиомиелита уже в Древнем Египте и Древней Греции. В храме богини плодородия Астарты в Мемфисе нашли стелу эпохи XVIII династии (1403—1365 гг. до н. э.) с изображением жреца с типичным для полиомиелита поражением нижней конечности. Были обнаружены мумии с костными деформациями, характерными для полиомиелита. Гиппократ оставил описание симптомов болезни, при которой сохнут ноги, уменьшается объём мышц и наступает паралич конечностей.
В середине XIX века медики выводили полиомиелит из общего плохого состояния санитарной среды. Однако к концу XIX века улучшения в области санитарии на Западе сделали эти суждения неудовлетворительными. Так, были зарегистрированы первые массовые случаи «детского паралича» в Скандинавских странах и других развитых странах; то есть там, где санитарные условия были относительно хорошими. Болели всегда дети раннего возраста, а случаи болезни регистрировались летом. Первая зарегистрированная вспышка полиомиелита в США произошла в 1841 году в штате Луизиана (10 случаев заболевания, смертельных исходов не было).
Научные исследования полиомиелита ведут начало с работ немецкого ортопеда Якоба Гейне (1840), русского невролога А. Я. Кожевникова (1883) и шведского педиатра Карла Оскара Медина (1890), показавших самостоятельность и заразность этого заболевания. В 1865 году Жан-Луи Прево и Альфред Вюльпиан подробно описали патологоанатомические изменения, вызванные полиомиелитом.
В 1881 году в шведском городе Умео эта болезнь парализовала 20 детей, эпидемию описал провинциальный врач Нильс Август Бергенгольц (1846–1922). В 1887 году эпидемия появилась в Стокгольме, где с июля по ноябрь заболело 44 ребёнка. В 1905 году в Швеции разразилась первая крупная эпидемия, наблюдая за её последствиями, врач Ивар Викман назвал заболевание болезнью Гейне — Медина и пришёл к выводу, что так называемый «детский паралич» является инфекционной болезнью и передаётся особым микробным агентом, который поражает центральную нервную систему ребёнка. Однако подтвердить этот вывод на тот момент было непросто, так как вирус полиомиелита ещё не был найден. Викман установил, что у болезни есть наклонность к самоизлечению и признавал, что нет никакого верного средства, которое могло бы так или иначе положительно повлиять на исход болезни.
В 1909 году Карл Ландштейнер совместно с Эрвином Поппером доказал инфекционную природу полиомиелита. Они впервые вызвали у обезьяны типичное заболевание, введя ей в брюшную полость кусочек ткани спинного мозга ребёнка, умершего от полиомиелита. В 1913 году Константин Левадити, сотрудник лаборатории И. И. Мечникова и института Фурнье, получил культуру вируса детского паралича в клетке вне организма. Он был одним из первых исследователей, вырастивших вирусы на живых клетках, и первым в мире экспериментатором, которому удалось вырастить вирус полиомиелита в пробирке на клетках спинномозгового ганглия обезьяны. Было установлено, что кровяная сыворотка выздоровевших детей и обезьян, смешанная в стеклянном сосуде с культурой паралитических возбудителей, обладает способностью инактивировать эти возбудители (если впрыснуть такую смесь в мозг здоровой обезьяне, то последняя не заболевает).
В 1907 году в Нью-Йорке болезнь поразила около тысячи детей. В 1916 году только в Нью-Йорке умерло 2000 детей. Среди населения получила распространение мысль, что дети из бедных эмигрантских семей, прибывающих из Европы являются источниками болезни. Политики и представители состоятельных кругов общественности стали требовать изоляции эмигрантов и их детей, а среди мер борьбы с заболеванием предлагали даже создавать специальные детские лагеря для эмигрантов. Среди пострадавших от эпидемии 1921 года в США был будущий президент США Франклин Рузвельт, который основал в 1938 году Национальную организацию по борьбе с полиомиелитом (англ. National Foundation for Infantile Paralysis). Фонд занимался сбором пожертвований и направлял их на изготовление механических кроватей для больных, а также на поиск вакцины.
В первой трети XX века принципиально новый подход к лечению полиомиелита разработала «буш-медсестра» и самоучка Элизабет Кенни.
Первым человеком, разработавшим вакцину от полиомиелита стал Хилари Копровский — иммунолог из США. В 1948 году он протестировал вакцину на себе. Также она была протестирована на хомяках и обезьянах. В 1950 году её также ввели 20 детям из психиатрической больницы, поскольку руководство опасалось начала эпидемии в ней. У 17 детей выработались антитела, у троих они уже были. Побочных эффектов не возникло. Однако на тот момент это был осторожный экспериментальный шаг, поскольку опыта массовой вакцинации ещё не существовало. Массово вакцина была внедрена только в 1957 году, когда прививку получили около 1 млн человек из ДРК.
В 1950 году Джонас Солк создал инактивированную полиовакцину (ИПВ). В 1955 году эта вакцина получила лицензию в США, однако через 2 недели произошла трагедия. Один из производителей полиовакцины не полностью инактивировал вирус в более чем 100 000 доз, в результате приблизительно 40 000 человек заболели полиомиелитом, 250 были парализованы, а 10 умерли. Однако Министерство здравоохранения США уговорило Элвиса Пресли 28 октября 1956 года привиться в прямом эфире телепередачи, что предотвратило полный крах кампании по вакцинации из-за трагедии. «Каттеровский инцидент» стал причиной непринятия в США разработанной Альбертом Сейбином живой пероральной полиовакцины (ОПВ) до 1961 года. В 1956 году советский ученый М. П. Чумаков вместе с коллегами отправился в США. Альберт Сейбин бесплатно передал Чумакову и А. А. Смородинцеву свои штаммы живой вакцины. Путь ОПВ в СССР: с 1958 года проводятся испытания, в 1960 году принята в качестве обязательной. В 1961 году эпидемии полиомиелита в СССР благодаря ОПВ прекратились. Успешное проведение испытания ОПВ из штаммов Сейбина стало причиной принятия её в качестве основной ВОЗ и всеми странами мира. СССР после успешного внедрения ОПВ проводила коммерческий экспорт вакцин в Японию и Египет, критикуемый Сейбином при разговоре с Чумаковым, в частности Сейбин заявлял, что «государству рабочих и крестьян» нелогично зарабатывать на вакцине, которая была бесплатно передана с «капиталистического Запада».
В 2002 году в Нью-Йоркском университете был создан первый синтетический вирус полиомиелита.
Введение в практику вакцин, предупреждающих полиомиелит, привело к быстрому снижению заболеваемости, а на многих территориях — к практически полной его ликвидации. Ситуация с полиомиелитом в XXI веке описана в разделе Эпидемиология.

## Этиология
Возбудитель (Poliovirus hominis) относится к семейству пикорнавирусов, к группе энтеровирусов (кишечным вирусам), куда входят также Коксаки- и ЕСНО-вирусы и обнаружен в виде 3 независимых типов (I, II и III). Сейчас в природе встречается и активен только тип 1. Вирус размером 27—30 нм содержит одноцепочечную РНК позитивной полярности (ss(+)RNA). Вирус устойчив во внешней среде (в воде сохраняется до 100 суток, в испражнениях — до 6 месяцев), хорошо переносит замораживание. Не разрушается пищеварительными соками. Разрушается при нагревании до 50 градусов Цельсия в течение 30 минут. Быстро погибает при кипячении, под действием ультрафиолетового облучения и при высушивании. Даже незначительные концентрации хлора инактивируют вирус.
Культивируется на клеточных культурах, обладает цитопатогенным действием. Источник инфекции — человек (больной или переносящий заражение бессимптомно); возбудитель выделяется через рот (несколько суток), а затем с испражнениями (несколько недель, а иногда и месяцев). Заражение может произойти воздушно-капельным путём, но чаще — при попадании в рот активного вируса (через загрязнённые руки, пищу). Механическим переносчиком вируса могут быть мухи.
Проникнув в организм, вирус размножается в лимфатическом глоточном кольце (миндалины), кишечнике, регионарных лимфатических узлах, проникает в кровь, а в некоторых случаях и в центральную нервную систему, вызывая её поражение (особенно двигательных клеток передних рогов спинного мозга и ядер черепных нервов). В большинстве случаев полиомиелит протекает бессимптомно и инфекцию можно обнаружить лишь с помощью лабораторных исследований. В других случаях после инкубационного периода (3–35, чаще 9–11 сут) появляются признаки заболевания.

## Симптомы
Абортивная форма протекает с общими неспецифическими симптомами (катаральные явления, желудочно-кишечные расстройства, общая слабость, повышение температуры тела и т. п.); эти случаи наиболее опасны в эпидемиологическом отношении.
Менингеальная форма проявляется в виде серозного менингита.
При наиболее частой из паралитических форм полиомиелита — спинальной — после общеинфекционных симптомов появляются параличи мышечных групп, иннервируемых двигательными клетками спинного мозга; на ногах чаще всего поражаются: четырёхглавая мышца, приводящие мышцы, сгибатели и разгибатели стопы; на руках: дельтовидная, трёхглавая и супинаторы предплечья. Особенно опасен паралич диафрагмы, приводящий к тяжёлому нарушению дыхания.
Бульбарная форма обусловлена поражением различных отделов продолговатого мозга, а понтинная — поражением ядра лицевого нерва.
При непаралитических формах заболевание обычно заканчивается полным выздоровлением, при паралитических формах в некоторых случаях функции поражённых мышц восстанавливаются не полностью, дефект сохраняется длительно, иногда пожизненно. Наиболее тяжёлые случаи, особенно с поражением дыхательных центров продолговатого мозга, могут привести к летальному исходу. Диагноз полиомиелит ставят на основании клинических, эпидемиологических и лабораторных данных.

### Классификация
| 1. По типу - Типичные (с поражением ЦНС) - Непаралитические (менингеальная) - Паралитические (спинальная, бульбарная, понтинная и смешанная) - Атипичные (без поражения ЦНС) - Инаппарантная форма (вирусоносительство) - Абортивная форма (малая болезнь) | 2. По тяжести - Лёгкая форма - Среднетяжёлая форма - Тяжёлая форма Критерии тяжести: - Выраженность синдрома интоксикации - Выраженность двигательных нарушений | 3. По течению (характеру) - Гладкое - Негладкое - С осложнениями - С наслоением вторичной инфекции - С обострением хронических заболеваний |

## Патогенез
Входными воротами инфекции является слизистая оболочка полости рта или кишечника, что зависит от механизма передачи. Первичная репродукция вируса осуществляется в слизистой оболочке ротовой полости, глотки или тонкой кишки, а также в лимфатических узлах и пейеровых бляшках. Из лимфатических узлов вирус полиомиелита проникает в кровь и гематогенным путём — в ЦНС, далее распространяется по аксонам периферических нервов и двигательным волокнам в передние рога спинного мозга либо в ядра черепных нервов, деструкция которых ведёт к развитию параличей. Кроме поражения ЦНС, в некоторых случаях развивается миокардит. Проникновение вируса в нервную систему происходит не более, чем в 1 % случаев — во всех остальных случаях развиваются непаралитические формы болезни либо формируется вирусоносительство.
Наиболее выраженные морфологические изменения обнаруживаются в нервных клетках передних рогов спинного мозга. Нервные клетки подвергаются дистрофически-некротическим изменениям, распадаются и гибнут. С меньшим постоянством подобным же, но менее выраженным изменениям подвергаются клетки мозгового ствола, подкорковых ядер мозжечка и ещё в меньшей степени — клетки двигательных областей коры головного мозга и задних рогов спинного мозга. Часто отмечается гиперемия и клеточная инфильтрация мягкой мозговой оболочки. Гибель 1/4—1/3 нервных клеток в утолщениях спинного мозга ведёт к развитию пареза. Полные параличи возникают при гибели не менее 1/4 клеточного состава.
После окончания острых явлений погибшие клетки замещаются глиозной тканью с исходом в рубцевание. Размеры спинного мозга (особенно передних рогов) уменьшаются: при одностороннем поражении отмечается асимметрия. В мышцах, иннервация которых пострадала, развивается атрофия. Изменения внутренних органов незначительные — в первую неделю отмечается картина интерстициального миокардита. Перенесённое заболевание оставляет после себя стойкий типоспецифический иммунитет.
| Клиническая форма                                                           | Уровень поражения ЦНС                                           |
| --------------------------------------------------------------------------- | --------------------------------------------------------------- |
| Спинальная                                                                  | Поражение шейного, грудного и поясничного отдела спинного мозга |
| Бульбарная                                                                  | Поражение ядер черепных нервов, расположенных в стволе мозга    |
| Понтинная                                                                   | Поражение ядра лицевого нерва в области ствола                  |
| Сочетанные формы (бульбоспинальная, понтоспинальная, понтобульбоспинальная) | Поражение ядер черепных нервов и спинного мозга                 |

| Симптомы                                                    | Патогенез |
| ----------------------------------------------------------- | --- |
| Лихорадка                                                   | Вирусемия |
| Катаральные явления                                         | Поражение эпителиальных клеток и лимфатического аппарата дыхательных путей                                                                               |
| Расстройство стула                                          | Репликация вируса в клетках тонкой кишки |
| Потливость                                                  | Поражение вегетативной нервной системы, сосудодвигательного центра                                                                                       |
| Сыпь                                                        | Поражение сосудов и периваскулярных пространств |
| Расстройство мочеиспускания                                 | Поражение поясничного отдела спинного мозга с последующей атонией сфинктера мочевого пузыря                                                              |
| Боль в мышцах, парестезия                                   | Поражение чувствительных корешков спинного мозга |
| Гемодинамические нарушения, похолодание конечностей, цианоз | Поражение сосудодвигательного центра с последующим парезом сосудов, нарушение вегетативной иннервации                                                    |
| Колебания АД                                                | Поражение сосудодвигательного центра, миокардит |
| Одышка, удушье                                              | Поражение дыхательных мышц, сердечно-сосудистые нарушения, поражение IX—XII пар черепных нервов с нарушением глотания, отделение секрета, его инспирация |
| Парезы, параличи                                            | Поражение двигательных мышц и центров, впоследствии — атрофия мышц                                                                                       |
| Беспорядочность парезов, параличей                          | Неравномерность распределения и размножения вирусов в нервных структурах                                                                                 |
| Нарушение глотания и фонации                                | Поражение двигательных ядер IX и X пар черепных нервов                                                                                                   |
| Паралич мимических мышц                                     | Поражение ядер лицевого нерва |
| Стойкость параличей                                         | Массивная гибель мотонейронов, перерождение осевых цилиндров, атрофия мышц                                                                               |
| Менингеальный синдром                                       | Отёк, инфильтрация оболочек мозга |

## Прогноз
Непаралитический полиомиелит протекает благоприятно. При паралитическом полиомиелите в большинстве случаев остаются дефекты различной степени выраженности. Однако в нетяжёлых случаях при правильном и длительном лечении можно добиться значительного восстановления двигательных функций мышц. Прогноз значительно ухудшается при поражении дыхательного центра и дыхательных мышц.

## Диагностика
Идентификация возбудителя полиомиелита имеет особое значение, так как многие энтеровирусы и герпесвирусы способны вызывать похожие поражения. Материалы для исследований — кровь, СМЖ, кал, материал из носоглотки.
Выделение возбудителя полиомиелита проводят в первичных культурах ткани (эмбрионы) или культурах клеток HeLa, Нер-2, СОЦ и других. Идентификацию полиовирусов осуществляют по цитопатическому эффекту и в РН с типовой антисывороткой.
Вирус-специфические AT к полиомиелиту определяют в сыворотке и СМЖ; выявление высоких титров IgM указывает на наличие инфекции.

### Дифференциальная диагностика
| Признак                                     | Полиомиелит                                                                     | Синдром Гийена — Барре                                                            | Травматический неврит после в/м инъекции               | Поперечный миелит                                                        |
| ------------------------------------------- | ------------------------------------------------------------------------------- | --------------------------------------------------------------------------------- | ------------------------------------------------------ | ------------------------------------------------------------------------ |
| Прогрессирование паралича                   | Развивается через 24—48 часов                                                   | От нескольких часов до 10 суток                                                   | От нескольких часов до 4 суток                         | От нескольких часов до 4 суток                                           |
| Лихорадка в начале заболевания              | Высокая, сопутствует появлению вялого паралича, на следующий день проходит      | Не часто                                                                          | Отмечается до, во время и после паралича               | Редко                                                                    |
| Вялый паралич                               | Острый, обычно асимметричный, затрагивает проксимальные мышцы                   | Острый, обычно симметричный, затрагивает дистальные мышцы                         | Острый, асимметричный, страдает только одна конечность | Острый, симметричный, страдают только ноги                               |
| Характер прогрессирования паралича          | Нисходящий                                                                      | Восходящий                                                                        |                                                        |                                                                          |
| Мышечный тонус                              | В поражённой конечности снижен или отсутствует                                  | Генерализованная гипотония                                                        | В поражённой конечности снижен или отсутствует         | Снижен в ногах                                                           |
| Сухожильные рефлексы                        | Снижены или отсутствуют                                                         | Полностью отсутствуют                                                             | Снижены или отсутствуют                                | Сначала отсутствуют, затем появляется гиперрефлексия                     |
| Нарушения чувствительности                  | Сильная миалгия, боль в спине, изменений чувствительности нет                   | Спазмы, покалывания, гипестезия ладоней и стоп                                    | Боль в ягодице                                         | Утрата чувствительности на ноге в соответствии с зоной иннервации        |
| Поражение черепных нервов                   | Только при поражении ствола мозга                                               | Часто — VII, IX, X, XI, XII черепные нервы                                        | Отсутствует                                            | Отсутствует                                                              |
| Дыхательная недостаточность                 | Только при поражении ствола мозга                                               | В тяжёлых случаях, усиливается при бактериальной пневмонии                        | Отсутствует                                            | Иногда                                                                   |
| Вегетативные нарушения                      | Редко                                                                           | Часто наблюдается лабильность АД, потливость, приливы, колебания температуры тела | Снижение температуры поражённой конечности             | Имеются                                                                  |
| СМЖ                                         | Умеренный лимфоцитарный цитоз ≈ 10—200 мл−1                                     | Белково-клеточная диссоциация                                                     | Норма                                                  | Норма или умеренный цитоз                                                |
| Нарушение мочеиспускания                    | Редко                                                                           | Обратимы                                                                          | Никогда                                                | Имеются                                                                  |
| Скорость проведения по нервам третья неделя | Изменения поражение передних столбов спинного мозга (в первые 2 недели — норма) | Изменение замедленное проведение, снижение амплитуды движений                     | Изменения поражение аксона                             | Изменений может не быть, исследование не имеет диагностического значения |
| ЭМГ на третьей неделе                       | Изменения                                                                       | Норма                                                                             | Норма                                                  | Норма                                                                    |
| Остаточные явления через 3—12 месяцев       | Тяжёлая асимметричная атрофия мышц, позднее — деформация скелета                | Симметричная атрофия дистальных мышц                                              | Умеренная атрофия только в поражённой конечности       | Атрофия после многолетней вялой параплегии                               |

## Лечение
Постельный режим, обезболивающие и успокаивающие средства, тепловые процедуры. Больные подлежат обязательной госпитализации. При паралитических формах, когда развитие параличей закончено (4–6 недель заболевания), проводят комплексное восстановительное (лекарственное, физиотерапевтическое и ортопедическое) лечение, в дальнейшем — периодическое санаторно-курортное лечение. При нарушениях дыхания — лечебные меры, направленные на его восстановление, включая методы реанимации.
В очаге заболевания проводится дезинфекция.

## Профилактика
Главную роль в профилактике полиомиелита играет вакцинация. Но, помимо вакцинации, ВОЗ в 1988 году дала следующие рекомендации по профилактике:
- добиться широкого охвата вакцинацией младенцев, для того чтобы сократить число восприимчивых детей к полиомиелиту;
- учредить два общенациональных дня для иммунизации детей младше 5 лет;
- организовать кампании по иммунизации на дому;
- организовать систему надзора за эпидемиологией полиомиелита в разных странах.

Существует несколько видов вакцины: первый включает в себя инактивированный вирус и вводится путём инъекций, второй — ослабленный (аттенуированный) вирус и вводится в виде капель в рот. Обязательное требование Всемирной организации здравоохранения — провести вакцинацию всех новорождённых детей. При помощи двух вакцин удалось сократить количество случаев заболевания с 350 тысяч в 1988 году до 359 случаев в 2014 году.

### В России
Российский национальный календарь прививок предусматривает вакцинацию от полиомиелита на первом году жизни трёхкратную, на втором году двукратную и в возрасте 7 лет однократную. Первые три прививки делаются только инактивированной полиовакциной, чтобы исключить даже теоретическую возможность заболевания вакцинным полиомиелитом. Начиная с четвёртого введения применяется вакцина с живым ослабленным полиовирусом.
В странах Европейского союза, США, Австралии и других экономически развитых государствах с 2002 года не было ни одного случая заболевания полиомиелитом, потому в этих странах теперь (2013 год) применяется исключительно инактивированная (то есть не живая) полиовакцина. Это позволило полностью исключить возникновение случаев вакцинного полиомиелита. Сохраняющийся для России риск заноса дикого возбудителя полиомиелита из граничащих государств, а также наличие собственного производства лишь оральной (живой) вакцины обусловливают необходимость сочетанного применения живой и инактивированной полиовакцин в рамках рутинной иммунизации. Эти проблемы также связаны с общемировым дефицитом моновалентной инактивированной полиовакцины.

## Эпидемиология
| нет данных <0.3 0.3-0.75 0.75-1.2 1.2-1.65 1.65-2.1 2.1-2.55 | 2.55-3 3-4 4-5 5-7.5 7.5-10 >10 |

Источником инфекции является зараженный человек. Полиовирус появляется в отделяемом носоглотки через 36 часов, а в испражнениях — через 72 часа после заражения и продолжает обнаруживаться в носоглотке в течение одной, а в испражнениях — в течение 3–6 недель. Наибольшее выделение вируса происходит в течение первой недели заболевания. На один манифестный случай приходится от 100 до 1000 случаев бессимптомного носительства полиовируса. Поэтому, с точки зрения эпидемиологической значимости, случаи бессимптомного носительства (бессимптомной инфекции) представляют большую опасность. Инфекция передаётся фекально-оральным (грязные руки, игрушки, инфицированные продукты питания) и воздушно-капельным путём. Восприимчивость к вирусу полиомиелита всеобщая, однако наиболее восприимчивы дети в возрасте до 5 лет. При этом паралитическая форма встречается не более, чем в 1 % случаев, а стёртые, инаппарантные и абортивные формы диагностируются только в очаге инфекции при лабораторном обследовании контактных с заболевшими полиомиелитом лиц. Дети первых 2—3 месяцев жизни, благодаря полученному трансплацентарно от матери иммунитету, полиомиелитом практически не болеют. Постинфекционный иммунитет — типоспецифический, пожизненный к вирусу, который вызвал заболевание, потому лица, перенесшие заболевание, не освобождаются от профилактических прививок.
После широкого применения полиомиелитной вакцины в середине 1950-х годов заболеваемость полиомиелитом резко сократилась во многих странах. А в 1988 году под руководством Всемирной организации здравоохранения, ЮНИСЕФа и Ротари Интернешнл были предприняты глобальные усилия по искоренению полиомиелита. Эти усилия привели к сокращению числа ежегодных диагностированных случаев на 99 %. По оценкам, число случаев заболеваемости снизилось с 350 000 в 1988 году до 483 случаев в 2001 году, после чего оно осталось на уровне около 1000 случаев в год (1604 в 2009 году). В настоящее время полиомиелит является одним из всего лишь двух заболеваний, ставших предметом программы глобальной ликвидации, другой болезнью является ришта. До сих пор единственными болезнями, которые человечеству удалось полностью ликвидировать, являются оспа (в 1979 году) и чума крупного рогатого скота в 2010 году.
Благодаря Глобальной инициативе по ликвидации полиомиелита, ВОЗ сертифицировал следующие регионы как свободные от полиомиелита: 1994 год — Американский регион; 2000 год — 36 западных стран Тихоокеанского региона, включая Китай и Австралию; 2002 год — Европейский регион ВОЗ; 2014 год — весь регион стран Юго-Восточной Азии; 2020 год — Африка. В настоящее время более 80 % населения планеты живёт в сертифицированных на отсутствие полиомиелита регионах. Успехи, достигнутые в превентивном выявлении вируса в сточных водах привели к разработке рекомендаций ВОЗ по регулярному мониторингу распространения вируса. Рекомендации были изданы в 2003 году специальным документом ВОЗ и применяются в большинстве стран мира на уровне государственных программ. Благодаря самоотверженным усилиям работников здравоохранения, правительств стран, доноров и партнёров, дикий полиовирус был ликвидирован почти повсеместно, кроме двух стран — Пакистана и Афганистана.
Полиомиелит по-прежнему вызывает эпидемии в других соседних странах из-за скрытой или восстановленной передачи. Например, несмотря на ликвидацию в течение десяти лет, вспышка полиомиелита была зафиксирована в Китае в сентябре 2011 года с участием штамма, распространённого в соседнем Пакистане. Последние случаи полиомиелита в России, оказавшиеся ввозными из Таджикистана, произошли в мае-сентябре 2010 года: 14 случаев преимущественно в Дагестане, Чечне. Предыдущая вспышка — в 1997 году в Чечне.

### Тип 1
С 2019 года из трёх диких полиовирусов не ликвидирован в природе только вирус типа 1.
В Афганистане и Пакистане по-прежнему наблюдается широкое географическое распределение образцов объектов окружающей среды, тестирование которых дало положительные результаты, что указывает на наличие множества районов передачи вируса и неохваченных групп населения, восприимчивых к вирусу.
- В 2016 году на планете зарегистрировано 37 случаев заболевания диким полиомиелитом (Пакистан 20, Афганистан 13, Нигерия 4)[56].
- В 2017 году 22 случая (Афганистан 14, Пакистан 8)[56].
- В 2018 году 33 случая (Афганистан 21, Пакистан 12)[56].
- В 2019 году 176 случаев (Афганистан 29, Пакистан 147)[56].
- В 2020 году 140 случаев (Афганистан 56, Пакистан 84)[56].
- В 2021 году 6 случаев (Афганистан 4, Пакистан 1, Малави 1)[56].
- В 2022 году 30 случаев (Афганистан 2, Пакистан 20, Мозамбик 8)[56].
- В 2023 году 12 случаев (Афганистан 6, Пакистан 6)[56].
- В 2024 году 99 случаев (Афганистан 25, Пакистан 74)[56].

На 1 зафиксированный клинический случай полиомиелита приходится от 100 до 1000 случаев незафиксированных бессимптомных случаев полио.

### Тип 2
В сентябре 2015 года полиовирус типа 2 был объявлен уничтоженным на планете. Последний вирус был обнаружен в округе Алигарх на севере Индии в 1999 году.

### Тип 3
10 ноября 2012 года 11-месячный мальчик из штата Йобе на севере Нигерии стал последним ребёнком, парализованным вирусом дикого полиомиелита типа 3 (WPV3). После этого случая полиовирус типа 3 более никогда не обнаруживался ни в одной пробе по всему миру. Несколько лет его не объявляли уничтоженным в глобальном масштабе, так как не исключалось его скрытое циркулирование. 24 октября 2019 года комиссия экспертов ВОЗ сообщила, что дикий полиовирус типа 3 (WPV3) ликвидирован во всём мире.

### Циркулирующий полиовирус вакцинного происхождения (цПВВП)
Оральная полиовакцина (ОПВ) содержит аттенюированный (ослабленный) вакцинный вирус, активизирующий иммунную реакцию организма. После введения ребёнку ОПВ ослабленный вакцинный вирус размножается в его кишечнике в течение ограниченного периода времени, что способствует развитию иммунитета путем выработки антител. За это время вакцинный вирус выводится из организма. В районах с ненадлежащей санитарией такой выведенный из организма вакцинный вирус перед тем, как окончательно прекратить свое существование, может распространяться в ближайшем сообществе (и это может обеспечивать защиту для других детей путем «пассивной» иммунизации). В редких случаях, при крайне низком уровне иммунизации населения, выведенный из организма вакцинный вирус может продолжать циркулировать в течение продолжительного периода времени. Чем больше живёт вирус, тем больше генетических изменений в нём происходит. В очень редких случаях вакцинный вирус может генетически измениться в форму, которая может вызвать паралич. Эта форма известна как циркулирующий полиовирус вакцинного происхождения (цПВВП). Для возникновения цПВВП требуется много времени. Как правило, штамм должен циркулировать среди неиммунизированного или недостаточно иммунизированного населения в течение, по меньшей мере, 12 месяцев. Циркулирующий ПВВП возникает в тех случаях, когда регулярная иммунизация или дополнительные мероприятия по иммунизации (ДМИ) проводятся ненадлежащим образом и население остается чувствительным к полиовирусу — к вирусу вакцинного происхождения или к дикому полиовирусу. Следовательно, проблема заключается не только в вакцине, но и в низком уровне охвата вакцинацией. Если население полностью иммунизировано, люди будут защищены как от вируса вакцинного происхождения, так и от диких полиовирусов.
Риск цПВВП крайне мал по сравнению с огромными преимуществами для общественного здравоохранения, обусловленными ОПВ. Ежегодно удается предотвращать сотни тысяч случаев заболевания, вызванных диким полиовирусом. С тех пор как 20 лет назад началось широкомасштабное предоставление ОПВ, предотвращено намного более десяти миллионов случаев заболевания. В прошлом передачу циркулирующих ПВВП удавалось быстро останавливать путём проведения 2—3 этапов высококачественных кампаний иммунизации. Способ борьбы со всеми вспышками полиомиелита один — неоднократная иммунизация каждого ребёнка оральной вакциной с целью прекращения передачи полиомиелита, независимо от происхождения вируса.
Вспышки цПВВП регистрируются ежегодно. Одной из причин вспышек является отказ от прививок, такие случаи заболевания фиксировались на территории Украины в 2022 году и в 2015 году с двумя случаями паралича.
В 2020 году эксперты ВОЗ опубликовали в журнале Science исследование, согласно которому мутации полиовируса полиомиелита второго типа (OPV2) вакцинного происхождения приведут к потере эффективности вакцины от полиомиелита. Согласно стратегии ликвидации полиомиелита на 2022-2026 гг. ради обеспечения достижения цели 2, а именно остановку передачи цПВВП2, вводится новая ОПВ 2 типа (нОПВ2).